# Josif Gurko
Josif Vladimirovič Romejko-Gurko (rusky Иосиф Владимирович Гурко; 16. červenecjul. 1828 Veliký Novgorod – 15. ledenjul. 1901 Sacharovo-Tver) byl ruský polní maršál, známý především svými vítězstvími v rusko-turecké válce v letech 1877–1878.

## Životopis

### Raná léta
Josif Vladimirovič Gurko, nejslavnější představitel běloruské rodiny Gurků (přepisem z běloruštiny Hurků), se narodil 16. července 1828 v Novgorodu v rodině generála Vladimíra Josifoviče Gurka (1795–1852) a Taťjany Alexandrovny Gurkové, rozené baronky Korffové (1794–1840). Byl vnukem Josifa Josifoviče Gurka-Romejka († 1811), vicegubernátora Kuronska.
Studoval na Pážecím sboru, ze kterého byl 12. srpna 1846 vyřazen jako kornet do Husarského gardového pluku, a 11. dubna 1848 byl povýšen na poručíka. S tímto plukem pochodoval v roce 1849 k západním hranicím říše, ale potlačování maďarské revoluce se nezúčastnil. Od prosince 1849 byl Gurko na dovolené, po návratu byl 23. dubna 1850 povýšen na štábního rytmistra a 30. srpna 1855 na rytmistra.
Když začala krymská válka, chtěl podle svých slov „žít s kavalerií a zemřít s pěchotou“ a vyjádřil přání být převelen do Sevastopolu. V listopadu 1855 byl povýšen z gardového rytmistra na majora a přidělen ke Vzorovému pěchotnímu pluku, aby se seznámil s pěchotní službou. Pak byl povýšen na podplukovníka a narukoval k 29. černigovskému pěchotnímu pluku, který byl v té době dislokován na Krymu u řeky Belbek.
Vzhledem k tomu, že boje v Sevastopolu již do té doby skončily, vrátil se Gurko k Husarskému gardovému pluku s předchozí hodností rytmistra a převzal velení švadrony. V této funkci působil Gurko jako vynikající důstojník „jezdectva, příkladný velitel a přísný, ale zdatný pedagog a učitel vojáků“; 8. září 1859 obdržel řád sv. Anny 3. stupně. Bojový a pořadový výcvik jeho švadrony přitáhl zvláštní pozornost císaře Alexandra II. na nejvyšších manévrech, kde Gurkova švadrona předvedla brilantní džigitovku. To ovlivnilo jeho kariéru a Gurko byl 6. listopadu 1860 jmenován adjutantem jeho carského veličenstva.

### Další vojenská služba
Na plukovníka byl povýšen 23. dubna 1861 a 17. března 1862 byl zařazen ke Svitě jeho imperátorského veličenstva a po dobu čtyř let, poznamenaných reformami Alexandra II., vykonával řadu důležitých administrativních úkolů v Samarské, Vjatské a Kalužské gubernii, zejména dohlížel na odvody. Jeho přímý, nestranný, i když přísný a úporný postup způsobil, že i opoziční noviny Kolokol vedené Alexandrem Gercenem připustily, že „kroucené šňůry adjutanta Gurka jsou symbolem srdnatosti a cti“. V roce 1866 byl Gurko jmenován velitelem 4. mariupolského husarského pluku.
Dne 30. srpna 1867 byl povýšen na generálmajora, jmenován členem Svity jeho imperátorského veličenstva a zařazen do armádní kavalérie. V roce 1869 se stal velitelem gardového jízdního granátnického pluku a během následujících šesti let, co mu velel, ho vyzdvihl na příkladnou úroveň.
V roce 1874 si Gurko během manévrů zlomil klíční kost a byl na nějakou dobu nucen opustit práci v poli, kterou považoval za nezbytnou a pro sebe jako velitele jezdecké jednotky za důležitou. Poté, co se vzdal velení pluku, zůstal Gurko ve funkci velitele 1. brigády 2. gardové jízdní divize, kteroužto funkci dosud vykonával současně s funkcí velitele pluku. 27. července 1875 byl jmenován velitelem 2. gardové jízdní divize a 30. srpna 1876 byl v této funkci schválen povýšením na generálporučíka. Se stejnou energií se Gurko účastnil polního výcviku divize podle názorů pruského generála jízdy Schmidta a zkušeností francouzsko-pruské války. Během míru byl Gurkovi udělen řád sv. Stanislava 2. stupně (17. března 1864), sv. Anny 2. stupně (24. března 1867), sv. Vladimíra 3. stupně (30. srpna 1869), řád sv. Stanislava 1. stupně (30. srpna 1871), sv. Anny 1. stupně (30. srpna 1873).

### Rusko-turecká válka 1877–1878

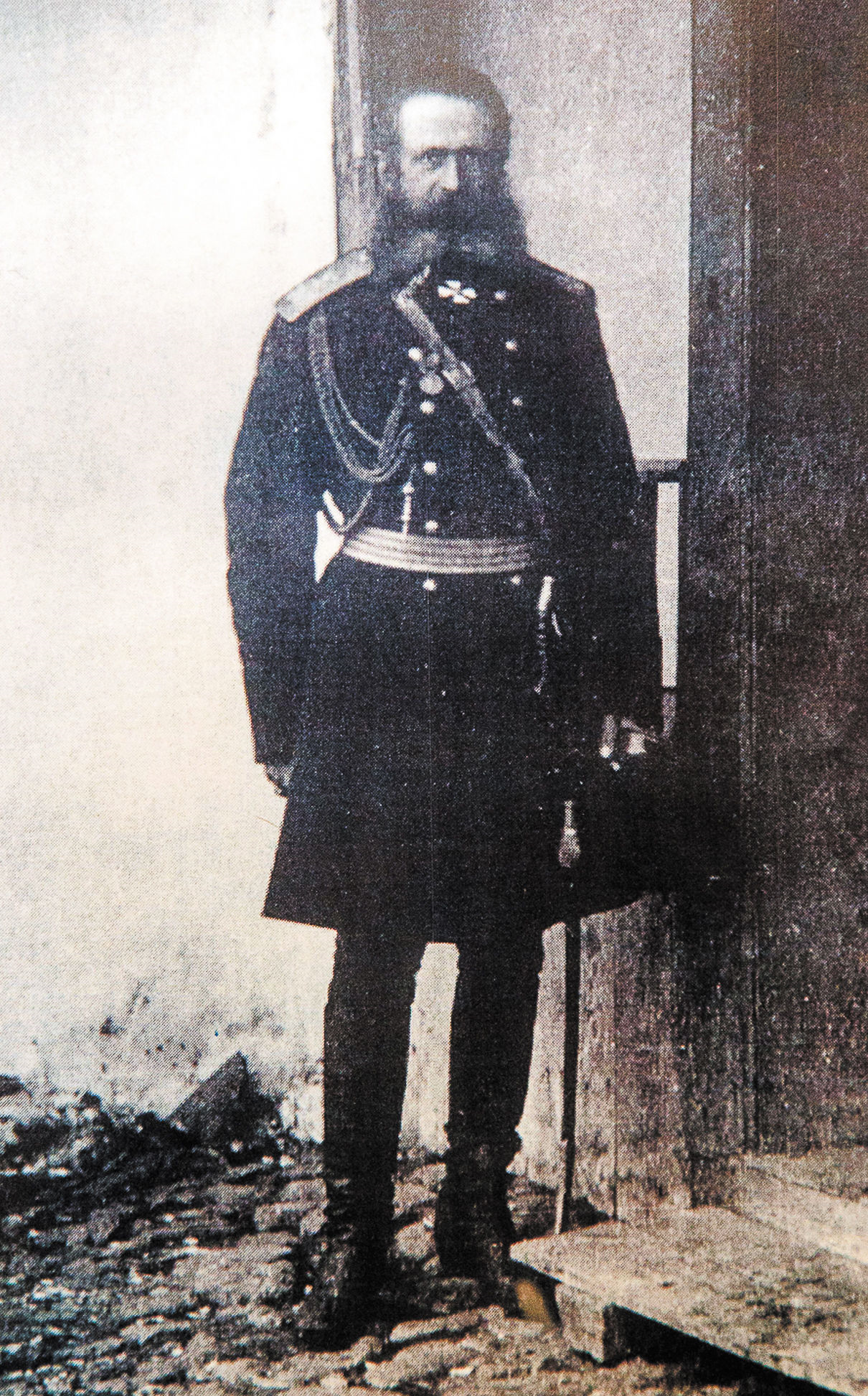
Generální pobočník J. V. Gurko; Balkán 1877–1878

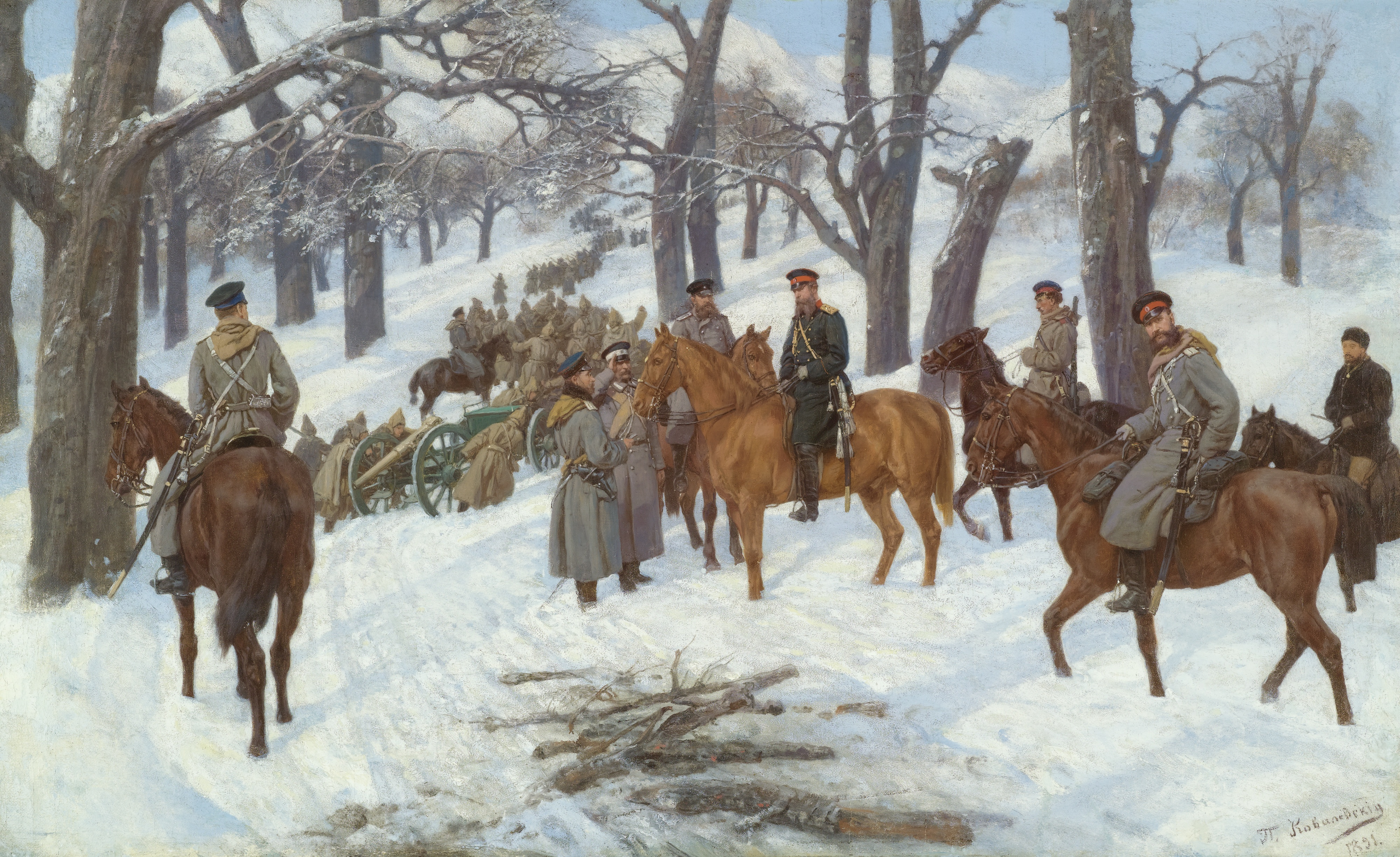
Pavel Osipovič Kovalevskij (1891): Generál Josif Gurko na Balkáně v letech 1877–1878

Gurko byl nejvyšším velitelem ruské Dunajské armády, 24. června 1877 byl jmenován velitelem jeho předního odřadu, který měl za úkol „pokusit se zmocnit se průchodů Starou planinou“. Odřad zahrnoval celkem 4 prapory, 6 oddílů, 45 setnin a švadron v celkové síle 12 000 mužů se 40 děly v následujícím složení:
- spojená dragounská brigáda (8. astrachaňský a 9. kazaňský dragounský pluk) pod velením vévody E. M. Leuchtenberga
- spojená brigáda (9. kyjevský husarský a 30. donský kozácký pluk) pod velením vévody N. M. Leuchtenberga
- Donská kozácká brigáda plukovníka Černozubova (21. a 26. pluk)
- Kavkazská kozácká brigáda plukovníka Tutolmina (2. kubáňský a vladikavkazsko-osetský pluk)
- 4. pěší brigáda
- šest oddílů Stoletovových bulharských opolčenců,
- dvě setniny kubáňských pěších kozáků
- setnina uralských kozáků

Gurko splnil svůj úkol odvážně a rychle. Dovedně spojil své riziko s opatrností a úder s úvahou. Dne 22. června vyrazil čelní oddíl, 25. června dobyl Trnovo, 1. července ovládl průsmyk Hainboaz ve Staré planině. 5. července Gurko dobyl Kazanlak a město Šipka.
Gurkovy akce vyvolaly v Cařihradě paniku, byli vyměněni všichni nejvyšší hodnostáři Osmanské říše, a to jak v armádě, tak ve státní správě, pozastaven navrhovaný přechod do ofenzívy, část sil vyslaná proti rusčuckému oddílu byla stažena zpět a z Černé Hory byl povolán Sulejman paša, aby urychleně postavil armádu, která by čelila Gurkovým jednotkám.
Poté, co obdržel jako posilu pěší brigádu a povolení „jednat podle uvážení v souladu s okolnostmi“, překročil Gurko Malý Balkán a dosáhl několika vítězství v bojích u Staré Zagory (10. července), Nové Zagory (18. července) a Džuranli (19. července). Tato vítězství zastavila ofenzívu Sulejmana paši, ale druhý neúspěch Rusů u Plevenu (18. července) a neschopnost posílit Gurkovy jednotky novými posilami pro rozhodující boj proti armádě Sulejmana paši zastavily další Gurkův postup. Bylo mu nařízeno ustoupit na sever, za průsmyky. Gurko dokončil tento obtížný úkol na dohled od armády Sulejmana paši klidně a beze ztrát.
3. července 1877 mu byla udělena hodnost generála-adjutanta a 8. července 1877 řád svatého Jiří 3. stupně (poř. č. 542).
Na konci července 1877 byla předsunutá jednotka ruské armády rozpuštěna. V srpnu téhož roku odešel Gurko do Petrohradu, aby odtamtud přivedl svou 2. gardovou jízdní divizi.

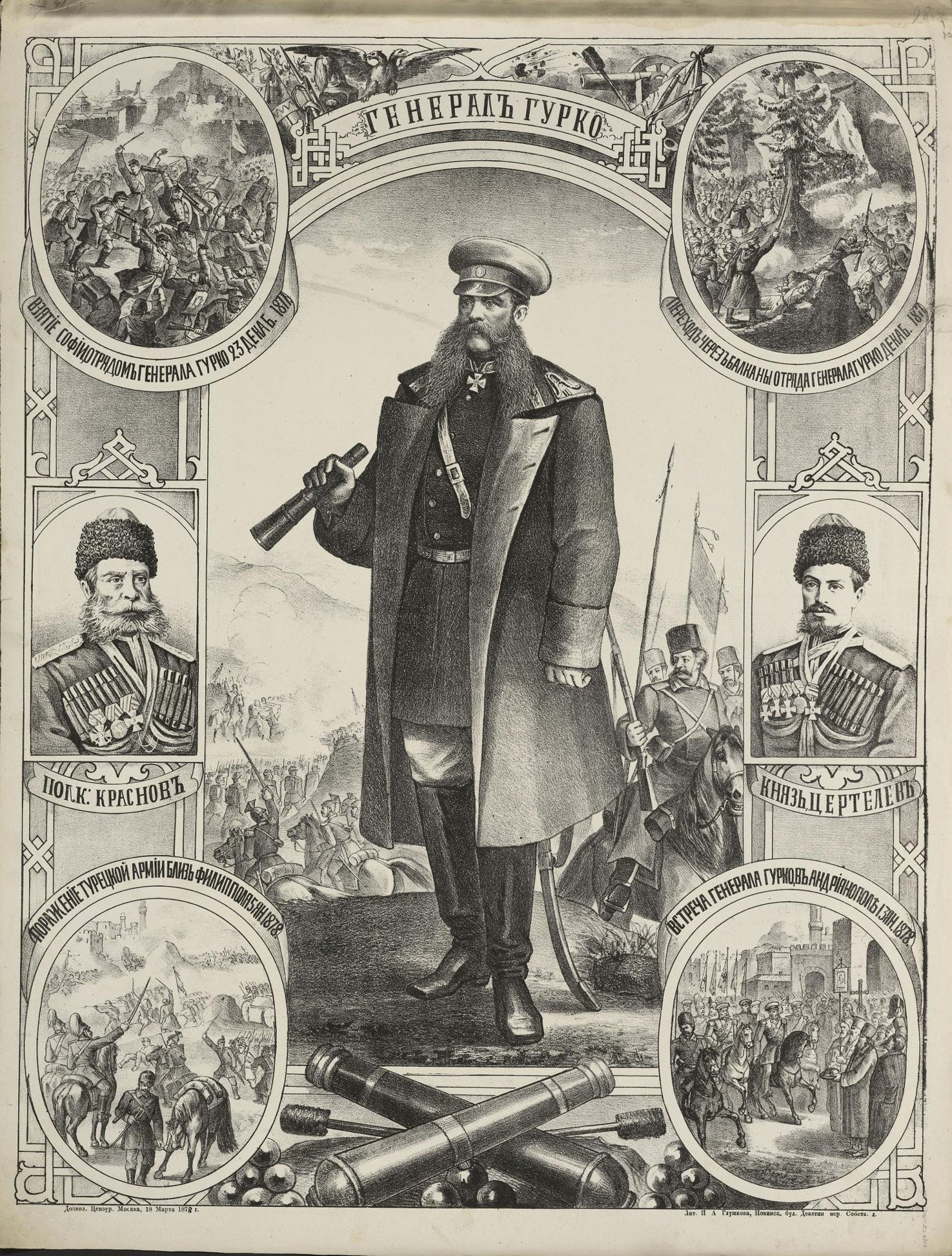
Generál Gurko a spolupracovníci ve válce v letech 1877–1878 (koláž 1878)

Přijel s ní 20. září poblíž Plevenu a byl jmenován náčelníkem kavalérie ruského západního odřadu, který se nacházel na levém břehu řeky Vit. Studium situace vedlo Gurka k přesvědčení, že nestačí, aby silnici do Sofie, po níž se do Plevenu dostávaly posily a jídlo k Osmanu pašovi, sledovalo výhradně jezdectvo a že je třeba se na této silnici opevnit a rozdělit ji. Teprve potom bylo podle Gurka možné dosáhnout cíle blokády. Tento plán vedl nakonec k sérii krvavých bitev, kterým se Rusové po třetím útoku na Pleven snažili všemožně vyhnout, ale Gurko si věřil a dokázal přesvědčit Totlebena, který velel blokádě Plevenu, že je realizovatelný.

Plán byl přijat a jeho realizací byl pověřen samotný Gurko, kterému bylo za tímto účelem od počátku října podřízeno nejen jezdectvo západního odřadu, ale také všechny gardové jednotky. Gurko převzal velení nad nimi a oslovil vojáky následujícími projevy. Důstojníkům řekl:
Pánové, musím vám říci, že vášnivě miluji vojenské záležitosti. Měl jsem takovou čest a takové štěstí, o jakém jsem se nikdy neodvážil snít: vést gardové jednotky do boje. Pro vojáka nemůže existovat větší štěstí než vést vojáky do boje s důvěrou ve vítězství a o gardistech, pokud jde o jejich složení a výcvik, lze říci, že jsou nejlepší armádou na světě … Boj se správným výcvikem nepředstavuje nic zvláštního: je to stejné jako učení s ostrou municí a vyžaduje to jen ještě větší klid, ještě větší pořádek. Naplňte vojáka vědomím, že jeho posvátnou povinností je chránit v bitvě náboje a v ležení suchary, a pamatujte si, že vedete do boje ruského vojáka, který nikdy za svým důstojníkem nezaostával.
Vojákům řekl:
Starají se o vás, gardisty, více než o zbytek armády ... tady je minuta, aby se prokázalo, že jste těchto starostí hodni … Střílejte, jak vás učili, chytrou kulkou: zřídka, ale přesně, a když musíte použít bajonety, pak nepřítele probodněte … Nesnáší naše „hurá“.

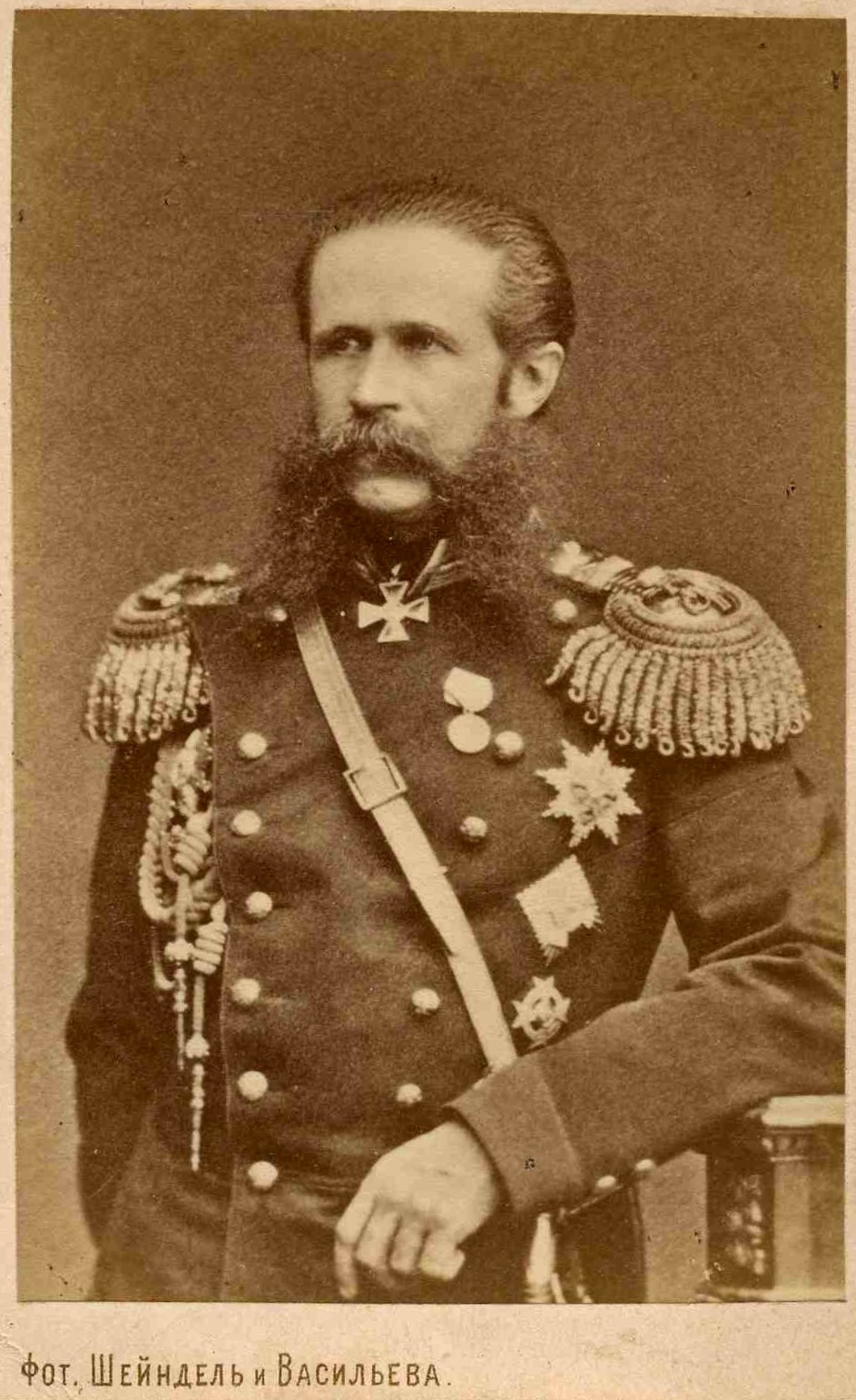
Generál jezdectva J. V. Gurko (1878–1880)

Jmenování Gurka „velitelem vojsk stráže a jezdectva“ způsobilo podle M. A. Gazenkampfa velký rozruch. V carském ústředí byla většina proti tomuto jmenování, protože všichni velitelé gardových divizí a náčelník štábu gardového sboru měli vyšší hodnost. Pouze P. A. Šuvalov, který byl v té době velitelem 2. gardové pěší divize, veřejně prohlásil, že Gurka rád poslechl, protože se projevil jako energický a schopný velitel jednotky.
Vítězství nad Turky v opevněných dědinách Gorni Dăbnik (12. října) a Teliš (12. až 16. října), které hrály rozhodující roli ve výsledku plevenské operace, tyto fámy umlčely a v praxi dokázaly, že gardové jednotky jsou v dobrých rukou. 23. října byl Gurko za tato těžká vítězství oceněn zlatou šavlí s diamanty a navrhl projekt kampaně na Balkán, a případně dokonce i za Balkán, aby porazil nově vytvořenou armádu Mehmeda Aliho a příznivým výsledkem této operace uvolnil ruské jednotky v průsmyku Šipka. Tento odvážný plán našel podporu u cara, který jej nařídil provést; avšak opatrný K. V. Levickij ovlivnil vrchního velitele velkoknížete Nikolaje Nikolajeviče a Gurkovi bylo dovoleno postupovat vpřed pouze do Orchanie a po zvládnutí tohoto bodu se mohl „pokusit obsadit hory a nepokračovat dál, dokud nebude Pleven dobyt“.
28. října Gurko obsadil se svou jízdou město Vraca a poté Etropol a Orchanii. Turci ustoupili ze silně opevněné pozice poblíž dědin Vračeš a Ljutikovo a stáhli se do Sofie; 17. listopadu ji Gurkovy jednotky obsadily a 21. vystoupily ke Zlatickému průsmyku na Staré planině a téhož dne odrazily sérii prudkých tureckých útoků na moskevský gardový pluk, který obsadil průsmyk Arabkonak.

Po pádu Plevenu byly dosud čekající Gurkovy jednotky posíleny IX. sborem a 3. gardovou divizí a v polovině prosince se za strašné zimy a bouří přesunuly dále přes Balkán. Když se mezi veliteli podřízenými Gurkovi ozvalo reptání, shromáždil velitele gardových jednotek a řekl:
Mám postavení nad vámi z carovy vůle a jen jemu, vlasti a historii dlužím zprávu o svých činech. Vyžaduji od vás bezpodmínečnou poslušnost a umím přinutit každého přesně plnit mé rozkazy a ne je kritizovat. Žádám všechny, aby si to pevně pamatovali ... Pokud je to velkým lidem zatěžko, dám je do zálohy a půjdu s malými …
Během pochodu dával Gurko všem příklad osobní vytrvalosti, elánem a energií; sdílel všechny obtíže přechodu ve stejném rozsahu jako vojáci, osobně dohlížel na výstup a sestup dělostřelectva po zledovatělých horských cestách, povzbuzoval vojáky živým slovem, trávil noc u ohňů pod širým nebem, jedl suchary jako oni. Po osmidenním obtížném přechodu sestoupil Gurko do Sofijské kotliny, přesunul se na západ a 19. prosince po úporné bitvě ovládl taškesenskou opevněnou pozici Turků. Nakonec 23. prosince 1877jul. ruská vojska pod vedením Gurka osvobodila Sofii.
29. prosince 1877 J. V. Gurko získal hodnost generála kavalérie.
Pro organizaci další obrany země převelel Sulejman paša z východní fronty významné posily armádě Šakira paši, ale Gurko ji ve třídenní bitvě 2. až 4. ledna poblíž Filippopole porazil a 4. ledna osvobodil město.
Aniž by ztrácel čas, Gurko nasměroval k opevněné Adrianopoli Strukovovův jezdecký oddílu, který ji rychle obsadil a otevřel cestu do Cařihradu. V únoru 1878 obsadily jednotky pod velením Gurka město San Stefano (nyní Yeşilköy) na západním předměstí Cařihradu, kde byla 19. února podepsána Sanstefanská smlouva, která ukončila pětisetletou tureckou porobu Bulharska.
Za tuto kampaň mu byl 22. ledna 1879 udělen řád sv. Jiří 2. stupně (poř. č. 118).

### Po válce

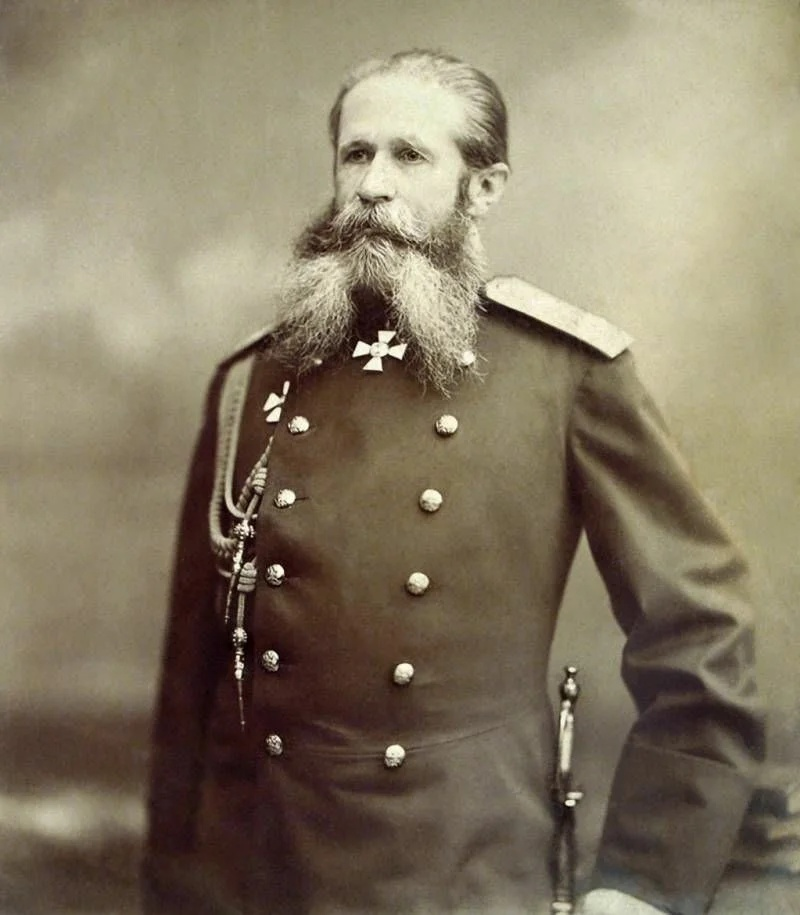
Generál-pobočník J.V. Gurko. Fotografie z 80. let 19. století

Po skončení války byl nějakou dobu na dovolené a 5. dubna 1879 byl jmenován asistentem vrchního velitele gardových jednotek a Petrohradského vojenského okruhu; od 7. dubna 1879 do 14. února 1880 zastával funkci prozatímního generálního gubernátora Petrohradu, ze kterého byl odvolán kvůli odpovědnosti za nezamezení atentátu na cara Alexandra II. a přílišnou shovívavost při jeho vyšetřování. Do další funkce byl jmenován až 9. ledna 1882, kdy se stal prozatímním generálním gubernátorem Oděsy a velitelem Oděského vojenského okruhu. Tuto službu vykonával do 7. června 1883 a poté byl převeden na post varšavského generálního gubernátora a velitele Varšavského vojenského okruhu.
Období jeho správy gubernií v Polsku a jeho velení vojsk na západní hranici, takzvaného „nádvoří divadla války“, se shodovala s obdobím nejhorších vztahů mezi Ruskem a mocnostmi Trojspolku a představovala celou epochu v historii ruské vnitřní politiky v tomto regionu. Gurko věnoval značnou pozornost opevněné obraně Varšavského vojenského okruhu, posílení pevností Ivangorod, Novogeorgijevsk, Brest-Litevsk a Varšava, vytvoření varšavské opevněné oblasti a řadě nových opevněných bodů (Zegrž, Osovec atd.) a pokrytí regionu sítí strategických silnic. Organizováním pevnostních manévrů se mu podařilo navázat živé a těsné spojení mezi jednotkami a pevnostmi. Dělostřelectvu přidělil rozsáhlé Rembertovské cvičiště. Jezdectvo, kterému věnoval zvláštní pozornost, bylo neustále v pohybu a dostávalo úkoly na dynamiku, rychlost pohybu, průzkum, masové akce atd. Vojska cvičila na cvičištích a manévry se konaly nejen v létě, ale i v zimě, kdy prováděla střelbu, pochodové přesuny s přenocováním v poli pod širým nebem. Všechny zkušenosti z rusko-turecké války Gurko široce a plně využil během dvanácti let svého velení vojskům Varšavského vojenského okruhu.

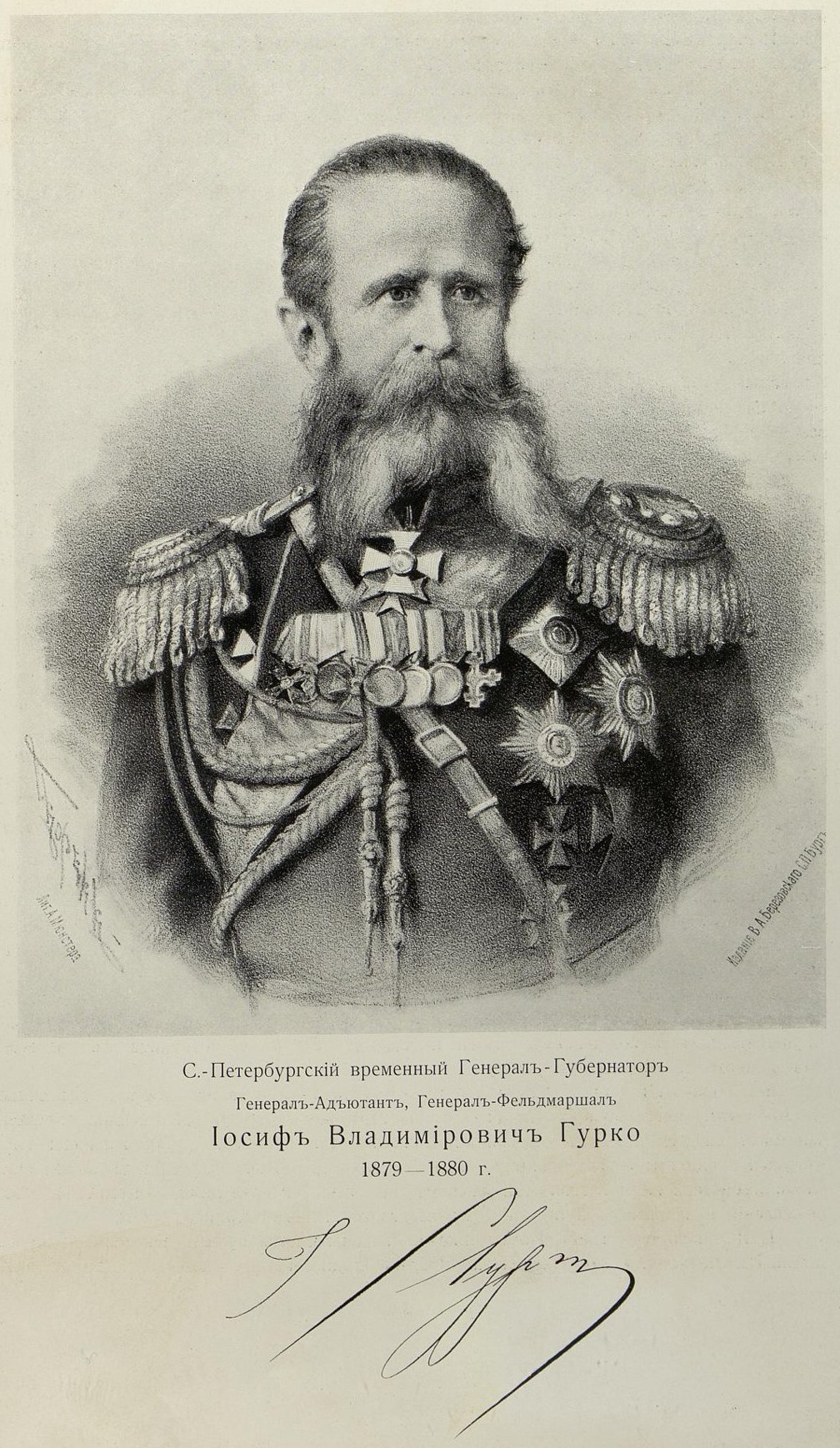
Generál-pobočník J.V. Gurko, Sankt Petěrsburg, 1879–1880 (vydáno 1903)

V této funkci současně Gurko pevně prosazoval rusifikaci Polska. Odstranil polštinu ze škol a úřadů, zpřísnil cenzuru a pronásledoval uniaty. Zároveň ze státní správy nechal odstranit název Polské království a dal ho nahradit názvem Poviselský kraj. Aby posílil vliv pravoslavné církve, inicioval ve Varšavě výstavbu chrámu svatého Alexandra Něvského, který po svém dokončení sloužil tehdejšímu četnému ruskému a pravoslavnému obyvatelstvu.
Měl velmi blízký a přátelský vztah k ministrovi státního majetku M. N. Ostrovskému, který využil svého vlivu na Josifa Gurka, jako varšavského generálního gubernátora, k uhlazení jeho akutních konfliktů s ministrem vnitra hrabětem D. A. Tolstým a ministrem války P. S. Vannovským.
6. prosince 1894 byl na svoji žádost pro své narušené zdraví propuštěn z funkce a povýšen na generála polního maršála „jako odměnu za důležité zásluhy poskytované trůnu a vlasti, zejména v poslední turecké válce“, přičemž byl ponechán ve státní radě v hodnosti generála-adjutanta a jako příslušní gardového jezdectva. 9. března 1897 byl zvolen čestným členem Nikolajevské akademie generálního štábu.

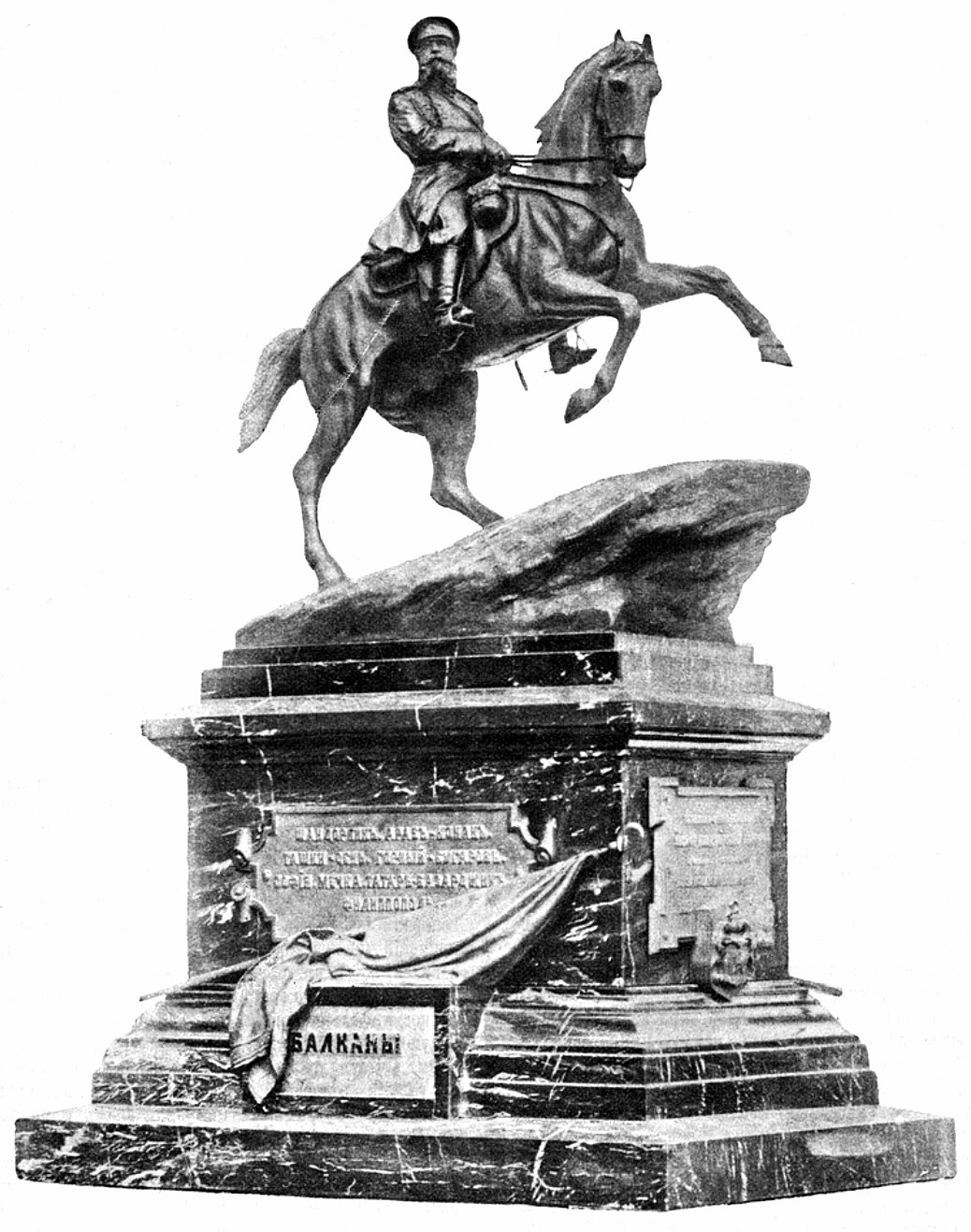
Soška (dárek polnímu maršálovi Gurkovi) v roce 1896

Na památku Gurkova velení Varšavskému vojenskému okruhu se důstojníci a generálové rozhodli dát mu jako projev hlubokého respektu k jeho desetileté péči a práci v okruhu originální dárek. Byl to malý pomník polního maršála na cválajícím koni, v kabátě a šále, jak ho obvykle viděli vojáci. Jezdecká socha stála na malém podstavci a byla vysoká asi 60 centimetrů; vytvořil ji sochař I. N. Šreděr z hlíny a potom odlil z bronzu. Na přední straně podstavce byl rodinný erb příjmení Gurko a nad ním deska s nápisem: generál polní maršál, generál-pobočník Josif Vladimirovič Gurko, svému náčelníku a veliteli varšavského vojenského okruhu. 1883-1894.
14. května 1896, v den korunovace Mikuláše II., se Gurko stal rytířem řádu sv. Ondřeje a téhož roku byl jmenován náčelníkem 14. střeleckého praporu, který byl součástí 4. střelecké brigády, která si pod jeho velením v roce 1877 vysloužila přezdívku „železná brigáda“. Mimo jiné mu byl udělen řád bílého orla (30. srpna 1882), řád sv. Alexandra Něvského (30. srpna 1884, diamantové znaky tohoto řádu byly přidány 30. srpna 1887), řád svatého Vladimíra 1. stupně (30. srpna 1891).

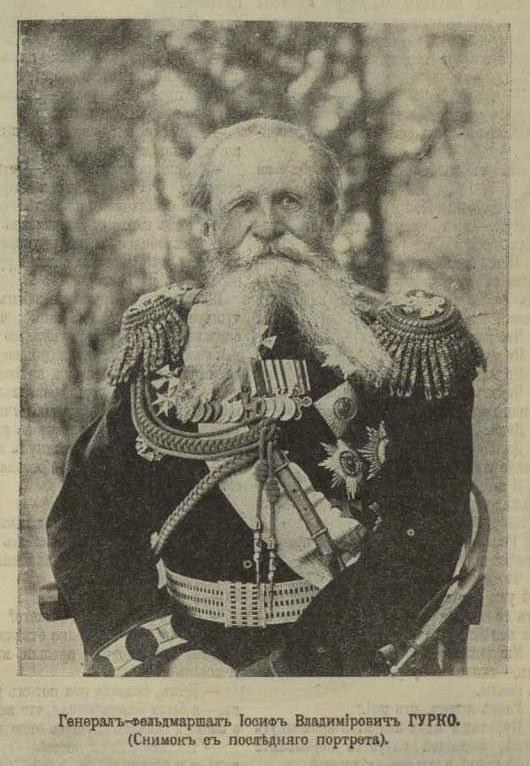
Portrét generála polního maršála Josifa Vladimiroviče Gurka. Kolem roku 1900

Poté, co se polní maršál usadil na svém oblíbeném statku Sacharovo (nyní součást města Tver) v Tverské gubernii, zde v noci 15. ledna 1901 zemřel na srdeční chorobu. Pohřební ceremonie a pohřeb těla generála polního maršála J. V. Gurka se konal 17. ledna na panství Sacharovo. V tamějším kostele byla umístěna rakev s tělem polního maršála, oblečeného do uniformy 14. střeleckého pluku, pojmenovaného po něm. Shromáždili se zde vdova, jeho dva synové, další členové rodiny a příbuzní J. V. Gurka, zástupce státní rady, generál jízdního hrabě A. P. Ignatijev, zástupci místních úřadů a řada nadřízených. Po odnesení rakve do krypty v parku dala armáda zesnulému svou poslední vojenskou poctu trojnásobnou salvou z pušek a děl.
Štíhlý, hubený, s velkými šedými kotletami, Gurko se držel takovým způsobem, že vypadal vyšší než všichni kolem něj, a díky své kypící aktivitě, vytrvalosti a odvaze na koni byli mladší než všichni. Mluvil málo, nikdy se nehádal a ve svých myšlenkách, pocitech a záměrech vypadal nevyzpytatelně. Celá jeho postava a vzhled jeho ostrých, šedých a hlubokých očí dýchaly vnitřní silou, autoritativní a impozantní pro neposlušné a slabé. Ne každý ho miloval, ale každý ho respektoval a téměř každý se bál, všichni kromě vojáků, kteří v něj nekonečně věřili a milovali ho.

## Rodina

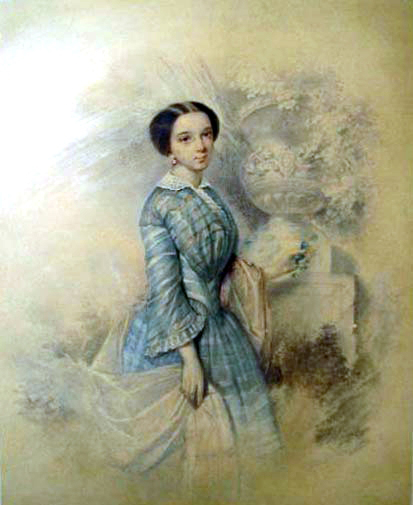
Marija Salias de Tournemire

### Manželka
V roce 1861 se Gurko oženil. Jeho manželkou byla hraběnka Marija Andrejevna Salias de Tournemire (1842–1906), nejstarší dcera spisovatelky Jevgenije Tur. Podle současníka car Alexandr II. nemohl Gurkovi dlouho odpustit jeho manželství, protože životní styl jeho tchyně byl extrémně nedůvěryhodný a vzbuzoval velkou pozornost třetího oddělení. Manželský život manželů však byl docela úspěšný. Žili velmi přátelsky, nikdy se nehádali. V roce 1884 získala Marija Andrejevna řád sv. Kateřiny s malým křížem. Zemřela ve Wiesbadenu a byla pohřbena vedle svého manžela ve vesnici Sacharovo.

### Děti
Z manželství se narodili:
- Vladimír (1862–1927), státník, náměstek ministra vnitra
- Vasilij (1864–1937), generál jezdectva, velitel 6. armádního sboru
- Jevgenij (1866–1891), zemřel v souboji
- Dimitrij (1872–1945), generálmajor, velitel 16. jezdecké divize
- Nikolaj (1874-04.11.1898),[9] poručík gardového námořnictva. Důvodem jeho úmrtí byla vysoká prohra v kartách v Monaku, kterou se pokusil vynahradit okradením vysloužilého ministra zahraničí A. A. Polovcova, ale byl zatčen. Před soudem spáchal sebevraždu otravou jedem, který mu doručil jeho bratr. Je pohřben na hřbitově Batignolles poblíž Paříže.
- Alexej (14. 10. 1880 – 1. 8. 1889), pokřtěn 1. listopadu 1880 v kostele ve Tveru; kmotřenec svého bratra Vladimíra a M. V. Muravjové-Apostolové Zemřel ve Varšavě na spálu, byl pohřben ve vesnici Sacharovo.

## Památka

### Bulharsko
Bulhaři si památku maršála Gurka trvale připomínají. Jeho jméno je všeobecně spojováno hlavně s obranou Šipky. Na jeho počest jsou v Bulharsku pojmenována tři sídla:
- město Gurkovo, dříve Haynito
- vesnice Gurkovo (obština Balčik, Dobričská oblast), dříve Skenderli
- vesnice Gurkovo (obština Botevgrad, Sofijská oblast), dříve Ürukler

Po celé zemi v různých městech jsou po Gurkovi pojmenovány ulice a veřejná prostranství
- Sofie — Obyvatelé bulharského hlavního města si Gurka připomínají ve spojitosti s osvobozením z turecké poroby. Když 1. června 2005 přijela do Sofie jeho vnučka Jekatěrina Vasiljevna, byla srdečně přijata.[10]
  - ulice generála Josifa V. Gurka (bulharsky улица Генерал Йосиф В. Гурко) velký bulvár v trase, po které vstoupil 4. ledna 1878 do města se svými jednotkami. Zde proběhla 4. ledna 2008 na počest 130. výročí osvobození historická rekonstrukce příchodu generála Gurka s ruskými jednotkami do bulharského hlavního města.[11]
  - Busta od ruského sochaře Grigorije Potockého (odhalena v březnu 2013)[12][13]
- Bošulja (vesnice) — pamětní deska na zdi domu, kde generál Gurko bydlel

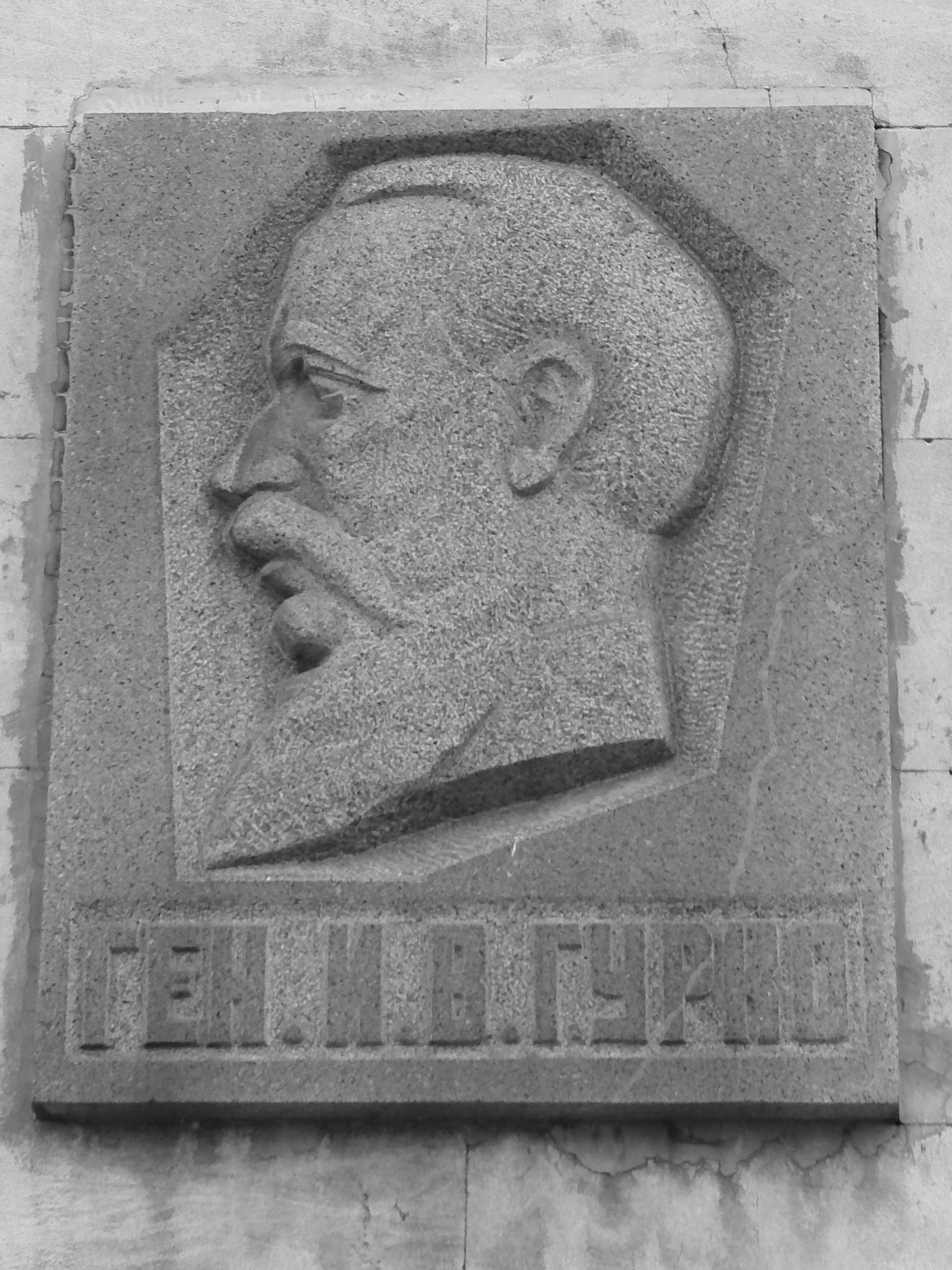
Basreliéf Gurka v Sofii v po něm pojmenované ulici
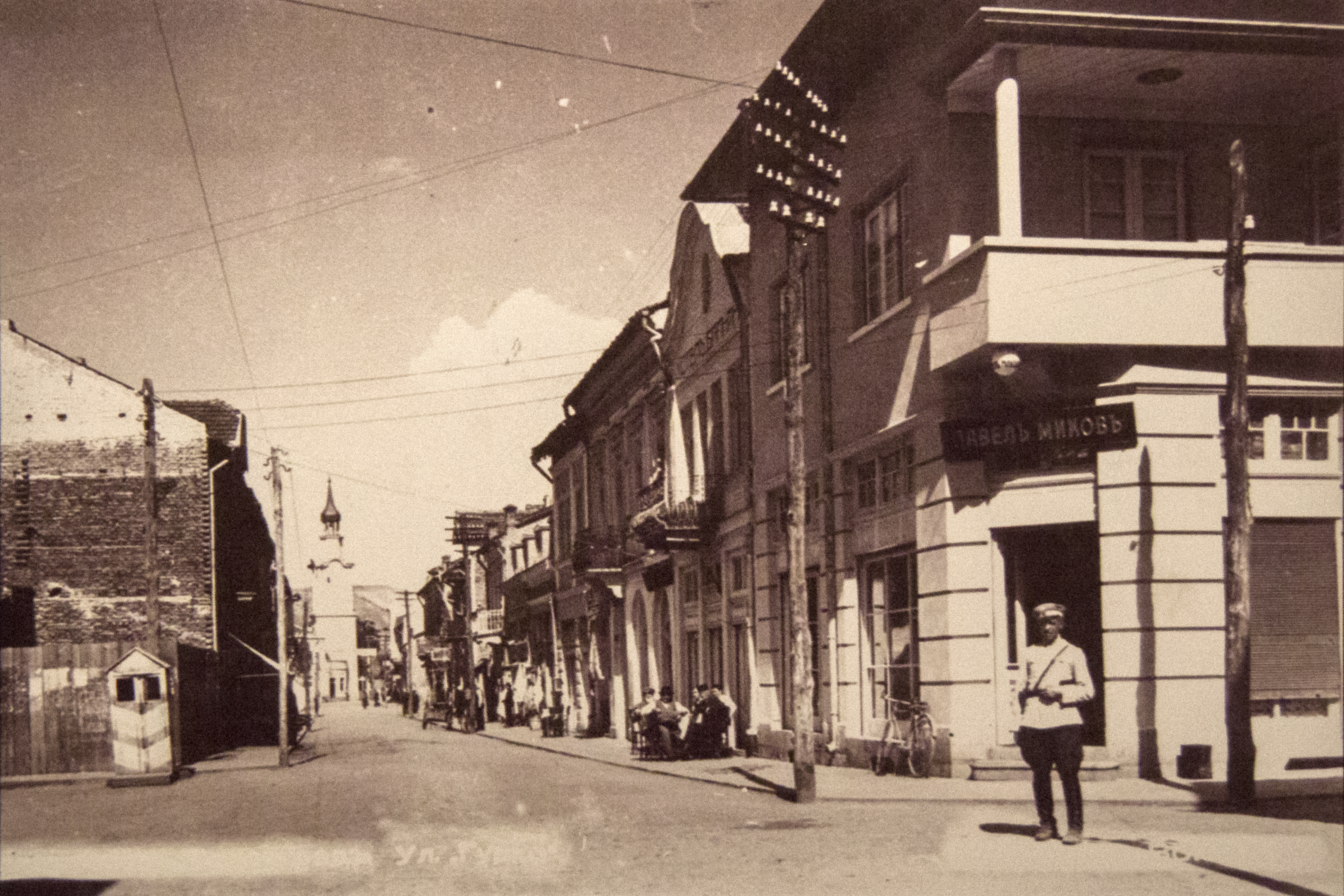
Gurkova ulice v Botevgradu v r. 1939
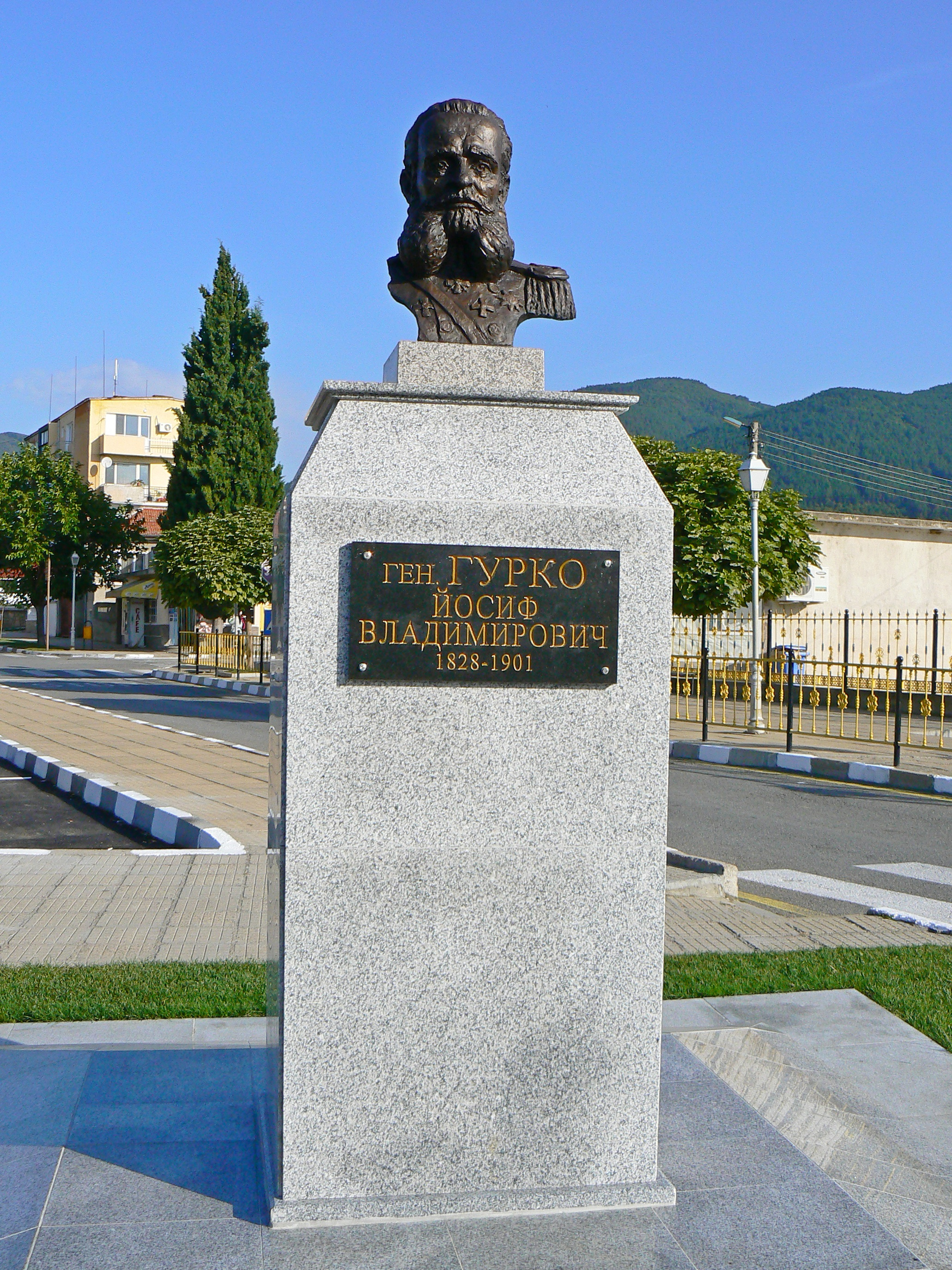
Busta generála Gurka ve městě Gurkovo
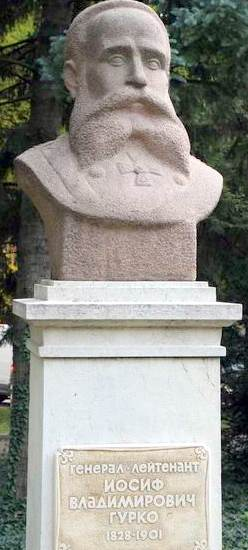
Busta generála Gurka ve Velikém Tarnovu
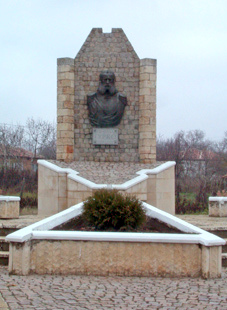
Pomník generála Gurka ve vesnici Gurkovo
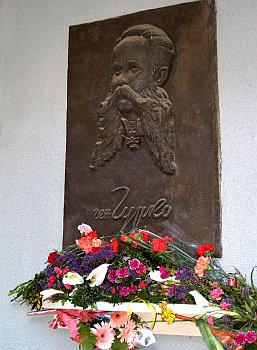
Basreliéf generála Gurka v Pazardžiku

### Rusko

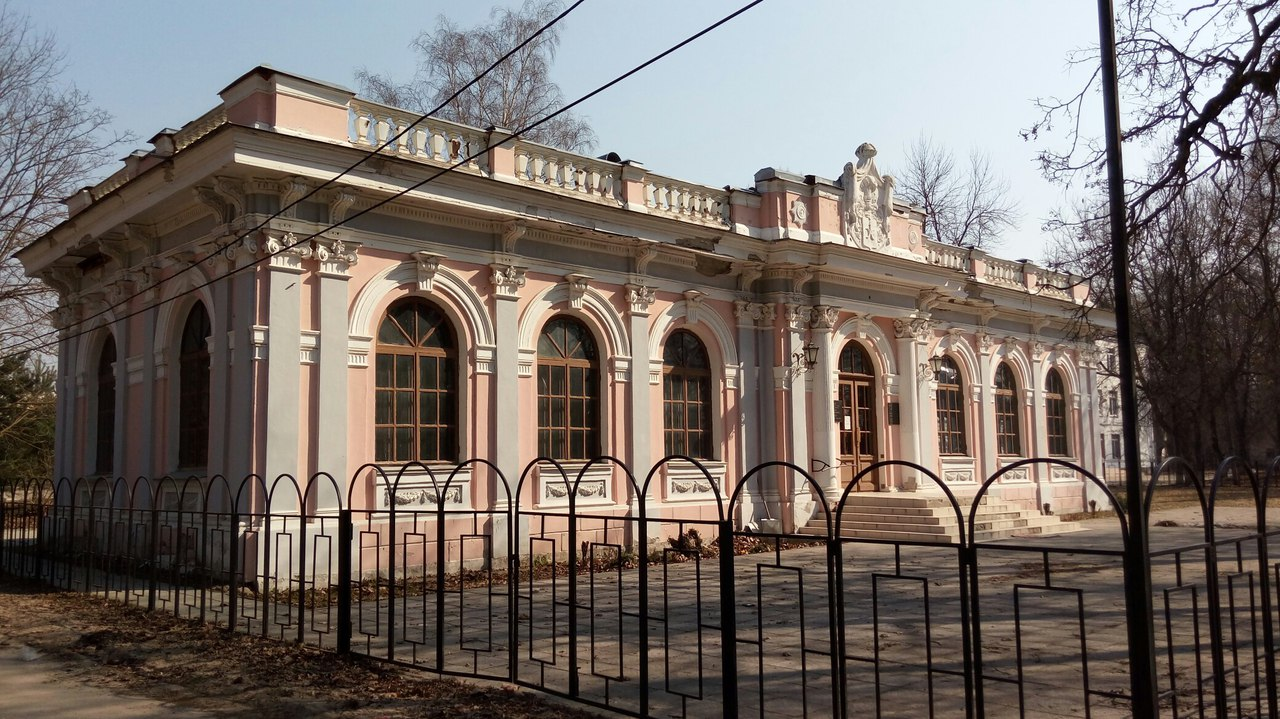
Sacharovo, rodinná hrobka Gurků v roce 2018

Gurkovo panství nepřežilo ruskou revoluci; v roce 1917 vyhořelo, hrob byl znesvěcen, ostatky Gurka a jeho manželky byly vyhozeny do parku. V roce 2008 byl tento park prozkoumán a 22. září 2011 byly ostatky J. V. Gurka a jeho manželky Mariji znovu pochovány do rodinné hrobky. Obřadu se zúčastnil jejich pravnuk V. A. Gurko.
Památky na něj se nalézají v Sacharovu (dnes část města Tver)
- V roce 1983 byl v Sacharovu postaven pomník maršála.
- 1. listopadu 2018 byla vedle chrámu sv. Josefa Volokamského v pavilonu bývalého zámeckého parku instalována bronzová busta velitele.[15][16]